# Ernst Buchholz
Pour les articles homonymes, voir Buchholz.
Ernst Buchholz, né le 19 juin 1920 à Cologne et mort le 3 août 1993, est un ancien joueur de tennis allemand.
Il est inhumé au cimetière du Sud de Cologne.

## Palmarès (partiel)

### Finales en simple messieurs
| No | Date | Nom et lieu du tournoi                       | Catégorie | Surface      | Vainqueur           | Score              |  |
| -- | ---- | -------------------------------------------- | --------- | ------------ | ------------------- | ------------------ |  |
| 1  | 1949 | Bavarian Tennis Championships, Munich        |           | Terre (ext.) | Gottfried von Cramm | 3-6, 7-5, 6-1, 6-0 |  |
| 2  | 1949 | German International Championships, Hambourg |           | NC           | Gottfried von Cramm | 7-5, 6-1, 6-0      |  |